# Parabuthus transvaalicus
Bọ cạp phun độc Nam Phi (Parabuthus transvaalicus) là một loài bọ cạp, đạt chiều dài từ 9 tới 11 cm. Cơ thể chúng có màu nâm sẫm hoặc đen. Chúng phân bố ở sa mạc, các vùng đồng cỏ và bán hoang mạc ở các nước trong khu vực phía nam châu Phi như Zimbabwe, Mozambique, Nam Phi, Botswana.
Kìm mỏng, nhưng đuôi dày, với phân khúc ngòi đốt là rộng như các phần còn lại của đuôi. Đây là loài hoạt động về đêm, chúng ở trong hang nông dưới đá trong ngày.
Parabuthus transvaalicus tiết ra một loại chất độc có khả năng khiến con người cười, co giật tới khi tử vong (LD50 4.25 mg/kg) Khi các nhà khoa học tiêm chất độc ấy vào chuột, cơ thể chúng vẫn co giật khoảng 30 giây sau khi chúng chết.